# 经纬街道 (晋中市)
经纬街道，是中华人民共和国山西省晋中市榆次区下辖的一个乡镇级行政单位。

## 行政区划
经纬街道下辖以下地区：
第一社区、第二社区、第三社区、第四社区和第五社区。